# Henri-Auguste-Georges de La Rochejaquelein

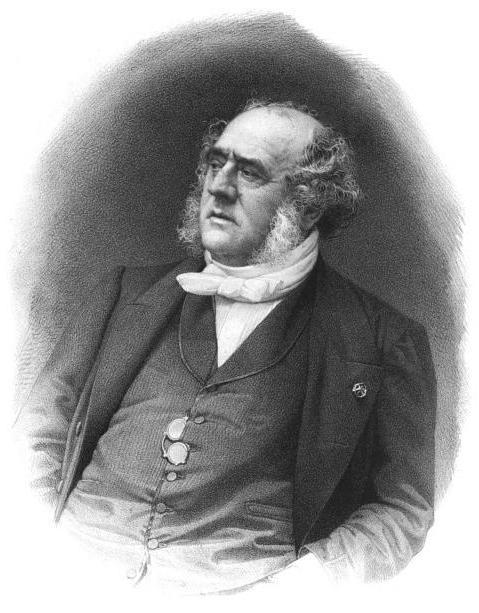
Henri-Auguste-Georges de La Rochejaquelein im Jahr 1865

Henri-Auguste-Georges du Vergier, Marquis de La Rochejaquelein (* 28. September 1805 auf Schloss Citran bei Avensan (Département Gironde); † 7. Januar 1867 in Le Pecq bei Paris) war ein französischer Militär und Politiker.

## Leben

### Abstammung und militärische Karriere
Henri-Auguste-Georges du Vergier, Marquis de La Rochejaquelein war der älteste Sohn des französischen Generals Louis du Vergier de La Rochejaquelein und dessen Gattin, geborene Marie-Louise-Victoire de Donnissan. Er wurde schon im Alter von zehn Jahren am 17. August 1815 wegen der Verdienste seiner Familie von Ludwig XVIII. zum Pair von Frankreich erhoben. Der König verlieh ihm zum Wappen die Devise Vendée, Bordeaux, Vendèe und 1817 überreichte ihm namens der preußischen Offiziere der Gesandte Graf von der Goltz einen prachtvollen Degen als Zeichen der Bewunderung für die traditionelle Treue und Tapferkeit seiner Familie. Er besuchte ab 1822 die Militärschule Saint-Cyr, die er als Leutnant im 18. Regiment der Jäger zu Pferde verließ, woraufhin er 1823 den Feldzug in Spanien mitmachte. 1828 avancierte er zum Offizier der königlichen Reitergarde und wollte bei der Morea-Expedition eingesetzt werden, welches Begehren aber abschlägig beschieden wurde. So trat er in diesem Jahr als Freiwilliger in russische Dienste und focht während des Feldzugs gegen die Türken unter Diebitsch am Balkan. 1829 kehrte er in sein Heimatland zurück und heiratete eine reiche Pariserin aus bürgerlicher Familie.

### Leben während der Julimonarchie
Als die Julirevolution von 1830 ausbrach, verweigerte Rochejaquelein die Eidesleistung auf die neue Regierung und verzichtete auf seine Pairswürde, ohne aufgrund seines zu niedrigen Alters je in der Pairskammer gesessen zu haben. Beim Aufstand der Vendée von 1832 spielte er eine sehr untergeordnete Rolle, von aller Beteiligung an der Erhebung ausgeschlossen. Die Regierung verurteilte ihn dennoch in Abwesenheit zum Tod, doch wurde er bald freigesprochen und zog sich auf seine Güter im westlichen Frankreich zurück. Hier widmete er sich industriellen Unternehmungen, freilich mit wenig Vorteil;  insbesondere begünstigte er die Schiffbarmachung der Loire. 1838 beabsichtigte er, mit Puibusque und Berryer eine Zeitung zu gründen, doch waren dabei auftretende Meinungsverschiedenheiten mit Berryer für die Umsetzung des Projekts hinderlich. 1841 sah er sich in die durch Veröffentlichung von Briefen der Ida Saint-Elme in der Zeitung La France ausgelöste Affäre verwickelt.
Am 9. Juli 1842 wurde Rochejaquelein durch die Wähler des Bezirks Ploërmel (Département Morbihan) in die Deputiertenkammer entsandt, wo er bei den äußersten Rechten saß. Er bemühte sich nach Kräften, sein Ideal zu erreichen, nämlich die legitimistischen Ideen mit dem Prinzip der Volkssouveränität zu vereinbaren. Dadurch kam er bei den Legitimisten in Misskredit. Hauptsächlich nahm er Anteil an den Verhandlungen über die Rekrutierung des Heeres, über die Gefängnisreform, über die Wahlreform und über die Salzsteuer; stets stimmte er mit der Opposition.
Im Dezember 1843 machte Rochejaquelein die „Pilgerfahrt“ zum Grafen von Chambord nach Belgrave Square in London mit, um diesem – von den Legitimisten als „Heinrich V.“ titulierten – Enkel König Karls X. seine Anerkennung als Prätendenten auf den französischen Thron zu bekunden, wurde aber kalt empfangen, da seine politischen Ansichten wie gesagt bei den Anhängern der reinen Legitimität in den letzten Jahren Missfallen erregt hatten. Er verließ London in gereizter Stimmung. François Guizot stempelte ihn wegen seines dortigen Besuchs wie auch alle anderen am Belgrave Square erschienenen Legitimisten zu „Gebrandmarkten“. Er reichte am 24. Januar 1844 seine Entlassung ein, um sich dem Votum der Wähler zu stellen, wurde von diesen am 2. März 1844 wieder in die Deputiertenkammer entsandt und blieb dort Abgeordneter.
1844 erschienen Rochejaqueleins Schriften Considérations sur l’impôt du sel und Opinion sur le projet relatif à la réforme des prisons. Der Herzog von Doudeauville sagte von ihm: „Er ist ein Koloss von Ehre und moralischer Kraft; sein Wort ist mächtig, weil es aus der Seele dringt. Man hört ihn mit Feuer und fast mit Enthusiasmus, weil er der Mann des Fortschritts ist; weil er es verstanden hat, sich an die Interessen des Landes anzuschließen, indem er seine Rechte und Freiheiten verteidigt …“
Rochejaquelein griff die Regierung 1845 anlässlich der Diskussionen über das Budget heftig an. Am 1. August 1846 wurde er als Abgeordneter wiedergewählt, sprach u. a. erneut über die Wahlreform, ferner über die religiösen Kongregationen und setzte seinen Kampf gegen das Ministerium Guizot fort.

### Politische Rolle während der Zweiten Französischen Republik
Nach der Februarrevolution 1848 und dem damit verbundenen Sturz von Louis-Philippe I. war Rochejacquelein einer der ersten Legitimisten, welche die neue Republik anerkannten. Er bot Odilon Barrot und der provisorischen Regierung seine Dienste an und erklärte für sich und die ganze Vendée die Respektierung der Tatsachen. Er forderte nach Barrot das Wort, sagte der Kammer, sie sei nicht berechtigt, über das Los Frankreichs zu entscheiden, forderte vielmehr den Appell an die versammelte Nation, um die Entscheidung abgeben zu lassen. Obgleich nicht Republikaner, war er unermüdlich für die neue Republik tätig, trat viel in den Pariser Clubs, insbesondere in dem für Freiheit der Wahlen und der Nationalversammlung auf, was ihm die Legitimisten furchtbar verargten. Trotzdem erlangte er bei den Wahlen in die Konstituierende Versammlung in Paris nur 25.684 Stimmen und fiel durch; hingegen brachte ihn das Département Morbihan am 23. April 1848 als vierten seiner zwölf Deputierten durch. Er nahm wieder seinen Platz bei den Rechten ein und gehörte dem Komitee für auswärtige Angelegenheiten an. Unter anderem votierte er gegen die Verbannung des Hauses Orléans, für das Dekret gegen politische Clubs, für die Strafverfolgung von Louis Blanc, gegen jene von Marc Caussidière, gegen die Abschaffung der Todesstrafe, gegen eine Generalamnestie sowie gegen die Abschaffung der Getränkesteuer. Gelegentlich stimmte er mit der Linken; so war er mit ihnen gegen die Kautionsleistung der Journale, für das Amendement von Jules Grévy (das keine allgemeine Direktwahl des Präsidenten der Republik vorgesehen hätte, aber am 7. Oktober 1848 verworfen wurde) und für die Beseitigung der Salzsteuer.
Im Dezember 1848 unterstützte die Gazette de France Rochejaqueleins Kandidatur bei den Präsidentenwahlen, die aber erfolglos blieb. Am 13. Mai 1849 wurde er im Département Morbihan als dritter seiner nun zehn Deputierten auch in die Legislative gewählt und gründete zur Unterstützung der Arbeiter den Verein Association générale de patronage et de mutualité au profit des classes ouvrières. In der gesetzgebenden Versammlung hielt er den erschütterten republikanischen Institutionen mit frischem Mut das Banner der legitimen Monarchie entgegen und beantragte sogar, das Volk solle berufen werden, um sich mit „Ja“ oder „Nein“ für Republik oder Monarchie auszusprechen. Doch mit der damit gezeigten Offenheit für das allgemeine Wahlrecht entfremdete er sich den strengen Legitimisten weiter. Bei den Legitimistenkongressen 1849 zu Ems und im August 1850 zu Wiesbaden war er zugegen, aber der Graf von Chambord verurteilte die von ihm vertretene Richtung zum Schweigen und setzte sein göttliches Recht dem nationalen entgegen. Der beleidigte Marquis verließ Wiesbaden, ohne sich beim Grafen von Chambord zu verabschieden. Er hatte lange aufrichtig die Sache der Legitimisten verfochten, sagte sich jetzt aber tief erbittert davon los. Am 19. Juli 1851 stimmte er gegen die Verfassungsrevision, wurde im September von der Gazette de France wieder als der einzig mögliche legitimistische Kandidat für die Präsidentschaft für 1852 aufgestellt und gehörte im November 1851 zu den 15 Mitgliedern des Wahlgesetzausschusses.

### Spätere politische Laufbahn unter Napoleon III. und Tod
Zwar protestierte Rochejaquelein am 3. Dezember 1851 gegen den am Vortag erfolgten Staatsstreich Napoleons III., schloss sich diesem aber bald an. Als Präsident des Generalrats der Vendée leistete er der neuen Regierung den Eid und nahm nach der Thronbesteigung Napoleons III. am 31. Dezember 1852 einen Sitz im Senat und am 14. Juni 1856 das Offizierkreuz der Ehrenlegion an. Dieser Übertritt, der schon um den Namen Rochejaquelein willen dem Kaiser unschätzbar war, wurde ihm vom legitimistischen Adel wie von den Bauern der Vendée nie verziehen, obwohl er sich stets seine Meinung wahrte und als glänzender, wirkungsvoller Redner im Senat die eifrigste Hingebung für die Sache des Papstes in der italienischen und römischen Frage zeigte und selbst gegen die Politik Napoleons III. mit Schärfe opponierte. Er hielt im Senat, wo er als Ausschussmitglied oft Bericht zu erstatten hatte, bedeutsame Reden über die syrische Expedition, die Polenfrage, das Pressewesen, das Wahlgesetz und das Unterrichtswesen. Am 27. Februar 1861 griff er in einer Rede scharf die Amtsanmaßungen Viktor Emanuels II. an und wurde zur Ordnung gerufen. Bereits erkrankt, bekämpfte der Marquis mit kühnen Worten die Demoralisation und Käuflichkeit der französischen Presse und erregte damit viel Aufsehen, starb aber währenddessen am 7. Januar 1867 im Alter von 61 Jahren in Le Pecq bei Paris.
Sein Sohn Julien-Gaston du Vergier de La Rochejaquelein (1833–1897)  schlug ebenfalls eine politische Laufbahn ein.

### Weitere Werke
- À Monsieur de Lamennais, 1848
- Situation de la France, 1849
- Trois Questions soumises à la nation, 1850
- À mon pays, 1850
- La France en 1853, 1853
- Question du jour, 1856
- La Suspension d’armes, 1859
- La Politique nationale et le droit des gens, 1860
- Un Schisme et l’honneur, 1861
- L’Unité de l’Italie est-elle un danger pour la France? , 1862
- La France avant la Pologne, 1863
- La Convention du 15 septembre est-elle la révolution? , 1864
- La Guerre générale devant l’opinion, 1866
- La France et la paix, 1866